# الإدارة الإلكترونية
الإدارة الإلكترونية هي منظومة إلكترونية متكاملة تهدف إلى تحويل العمل الإداري العادي من إدارة يدوية إلى إدارة باستخدام الحاسب وذلك بالاعتماد على نظم معلوماتية قوية تساعد في اتخاذ القرار الإداري بأسرع وقت وبأقل التكاليف.
الإدارة الالكترونية يمكن أن تشمل كلا من الاتصالات الداخلية والخارجية لأي منظمة. والهدف من ذلك هو إدخال الشفافية الكاملة والمساءلة مما يؤدي إلى تحسين الإدارة الالكترونية داخل أي منظمة. في ألمانيا، هذه المبادرة التي تستهدف بصورة خاصة المنظمات الحكومية، حيث المساءلة العامة والتي تثير قلقاً خاصاً. عمليات مماثلة يجري تطويرها في العديد من الشركات الأميركية للمساعدة على الامتثال للقانون ساربانيس أوكسلي.
تنفيذ أي حل لإدارة إلكترونية ينبغي أن تلبي احتياجات العملاء بمركزية أكبر من منظمة مركزية، وينبغي إزالة الاعتماد على أفراد معينين، وينبغي إدخال نظم الشفافية في العمل. أمثلة على الإدارة الالكترونية تشمل، الجداول الزمنية على الإنترنت وحساب المصاريف. ويمكن استخدام هذه للمساعدة على خفض التكاليف لمنظمة ما.
التحول من الإدارة التقليدية إلى الإدارة الاكترونية:

من أجل التحول من الإدارة التقليدية إلى الإدارة الاكترونية لا بد من تحقيق المراحل التالية:
1. أتمتة مؤسسات الدولة وتحويل جميع معلومات الحكومة ووزارتها الورقية إلى معلومات إلكترونية.
2. تأمين البينة التحتية الضرورية لربط كافة مؤسسات الدولة بشبكة معلومات واحدة وتبادل المعلومات بين مختلف الجهات.
3. تحديد جميع التعاملات بين المواطن وكل مؤسسة وتحويلها إلى تعاملات إلكترونية.

أهداف الإدارة الاكترونية:
1. تطوير الإدارة العامة: خفض الأعمال الورقية، وإعادة استعمال الحلول.
2. تحسين الخدمات: خفض التنقل، التوصيل في أي وقت وأي مكان، وسهولة الوصول للمعلومات.
3. التقرب من المواطنين (الموظفين): واجهة واحدة بالنسبة للمواطن (الموظف)، نظرة واحدة للمواطن (الموظف)، وإجراءات سهلة.
4. تحسين التنافس الاقتصادي: استخدام الإنترنت للتجارة العالمية، وإتاحة الفرصة للشركات ذات المقاس المتوسط والصغير لدخول المنافسة.
5. خفض المصاريف: تكامل النظم لدعم الإجراءات الداخلية والخارجية.

مستلزمات الإدارة الاكترونية:
- بنية شبكية تحتية قوية وسريعة وآمنة.
- بنية معلوماتية قوية (نظم معلومات قوية ومتوافقة في ما بينها)
- كادر بشري استثماري مدرب على استخدام التقنيات الحديثة.
- كادر بشري تقني قادر على القيام بعمليات الدعم الفني المستمر وتطوير النظم المعلوماتية المختلفة.

فوائد الإدارة الاكترونية:
1. السرعة في إنجاز العمل.
2. المساعدة في اتخاذ القرار بالتوفير الدائم للمعلومات بين يدي متخذي القرار.
3. خفض تكاليف العمل الإداري مع رفع مستوى الإداء.
4. تجاوز مشكلة البعدين الجغرافي والزمني.
5. معالجة البيروقراطية والرشوة.
6. تطوير آلية العمل ومواكبة التطورات.
7. رفع كفائة العاملين في الإدارة.

## معوقات الإدارة الالكترونية
1. الخوف من التغيير.
2. تداخل المسؤوليات وضعف التنسيق.
3. غياب التشريعات المناسبة.
4. نقص الاعتمادات المالية.
5. قلة وعي الجمهور بالمميزات المرجوة.
6. غياب الشفافية ونفوذ مجموعات المصالح الخاصة.
7. عدم توفر وسائل الاتصالات المناسبة.
8. معوقات انتشار الإنترنت مثل التكلفة العالية واللغة الإنجليزية.

مشاكل في تطبيق الإدارة الالكترونية في العالم العربي:
- كثير من الحكومات لم تغير من اجراءاتها النقليدية حتى مع إدخال الحاسوب.
- هناك فرق كبير بين موقع جميل الشكل على الويب وبين خدمات متكاملة تنهي اجراءات بيوقراطية معقدة.
- الجهات المالية والإدارية تعمل وكأنها ليس لها علاقة ببعض.
- الاهتمام بالمواطنين والقطاع الخاص لم تكن نقطة الارتكاز في المواقع الحكومية.
- حتى أفضل البرامج الإدارية لم تعط الدعم المطلوب ولا الإعانة الكاملة.
- وحتى على مستوى الدول العربية ففي معظم الأحيان لا تدرك مدى أهمية الحماية وأمن المعلومات والمتطلبات التقنية لأداء برامجهم ونظمهم ومواقعهم على الإنترنت لذا تبدو هزيلة سهلة الاختراق.

## أهمية تطبيق الإدارة الالكترونية
الإدارة الإلكترونية تساعد المنظمات التقليدية على التحول إلى منظمات إلكترونية، ويتطلب تطبيق الإدارة الإلكترونية توافر ما يلى:
1- رؤية إلكترونية
تساعد هذه الرؤية على تصور المكانة المستقبلية للمنظمة الإلكترونية.
2- دعم الإدارة العليا
يجب على الإدارة العليا ان تقدم للفريق المنفذ للإدارة الإلكترونية الدعم اللازم للتنفيذ.
3- خطط الإتصال مع الجهات ذات الصلة
ويتطلب ذلك دراسة حاجات ورغبات المستفيدين من النظام، دعم القدرات الفنية للقائمين على تقديم خدمات الإدارة الإلكترونية، دراسة الإجراءات التفصيلية لأداء خدمات الإدارة الإلكترونية.

## تقنيات ونظم الإدارة الالكترونية
بعض تقنيات الإدارة الالكترونية:
- خدمات الويب.
- المحمول.
- إدارة المستندات الالكترونية.
- إدارة علاقات العملاء.
  - الذكاء الإداري.
- الأرشفة.
- إدارة الإنتاج.
- تقدير سبل الأداء.
- تعاون برامج الشركات.
- الشبكة.
- التخطيط.

وهناك العديد من الأنظمة اللازمة للإدارة الالكترونية:
- أنظمة المتابعة الفورية وأنظمة الشراء الالكترونية.
- أنظمة الخدمة المتكاملة.
- نظم التعامل مع البيانات كبيرة الحجم.
- النظم الخبيرة والذكية.